# Stuck (Stacie Orrico)
Stuck è un singolo della cantante statunitense Stacie Orrico, il primo estratto dall'album Stacie Orrico.

## Video musicale
Nel video la cantante si trova in un pulmino scolastico e canta al ragazzo più bello della scuola il suo rifiuto verso di lui, sebbene, come mostrano altre scene, lui e lei fossero fidanzati.

## Cover
- Una cover del brano è stata realizzata dal gruppo musicale post-hardcore Coldrain e inserita nel loro primo EP Nothing Lasts Forever.

## Classifiche
| Classifica (2003) | Posizione Massima |
| ----------------- | ----------------- |
| Australia         | 3                 |
| Austria           | 8                 |
| Belgio (Friande)  | 9                 |
| Belgio (Vallonia) | 12                |
| Danimarca         | 4                 |
| Francia           | 36                |
| Germania          | 4                 |
| Irlanda           | 6                 |
| Nuova Zelanda     | 3                 |
| Norvegia          | 9                 |
| Paesi Bassi       | 3                 |
| Regno Unito       | 9                 |
| Svezia            | 9                 |
| Svizzera          | 6                 |
| Stati Uniti       | 52                |
| Stati Uniti (pop) | 10                |

### Classifiche di fine anno
| Classifica (20031) | Posizione Massima |
| ------------------ | ----------------- |
| Australia          | 27                |
| Austria            | 55                |
| Belgio (Friande)   | 53                |
| Belgio (Vallonia)  | 74                |
| Nuova Zelanda      | 12                |
| Paesi Bassi        | 24                |
| Svizzera           | 23                |